# Świergotek kanaryjski
Świergotek kanaryjski (Corydalla berthelotii) – gatunek małego ptaka z rodziny pliszkowatych (Motacillidae). Występuje na Wyspach Kanaryjskich, Maderze i Wyspach Selvagens. Nie jest zagrożony wyginięciem.

## Taksonomia
Po raz pierwszy gatunek opisał Carl Bolle w 1862 na łamach „Journal für Ornithologie”. Holotyp pochodził z Wysp Kanaryjskich. Nowemu gatunkowi nadał nazwę Anthus berthelotii; nazwa ta jest obecnie (2022) podtrzymywana przez Międzynarodowy Komitet Ornitologiczny (IOC), choć niektórzy autorzy zaliczają ten gatunek do rodzaju Corydalla wyodrębnionego z Anthus. Epitet gatunkowy berthelotii upamiętnia francuskiego malakologa, Sabina Berthelota, w latach 1848–1874 konsula na Teneryfie.
Obecnie zwykle wyróżnia się dwa podgatunki:
- C. b. madeirensis (E.J.O. Hartert, 1905) – archipelag Madera.
- C. b. berthelotii (Bolle, 1862) – Wyspy Selvagens i Wyspy Kanaryjskie.

## Morfologia
Długość ciała 13–14,5 cm, masa ciała 16–19 g. Szczegółowe wymiary dla osobników z wyspy Selvagem Grande (27 samców, 26 dla długości ogona, oraz 25 samic, 22 dla długości ogona), podane w mm:
| Płeć   | Długość skrzydła | Długość ogona | Długość skoku | Długość dzioba |
| ------ | ---------------- | ------------- | ------------- | -------------- |
| Samiec | 72,7 ± 0,34      | 61,92 ± 0,45  | 21,58 ± 0,10  | 15,32 ± 0,12   |
| Samica | 69,76 ± 0,33     | 59,25 ± 0,47  | 21,51 ± 0,11  | 15,24 ± 0,13   |

Upierzenie w przeważającej części szare i brudnobiałe. Wierzch ciała kreskowany z wyjątkiem karku, na którym ciemniejsze kreski nie występują lub są bardzo cienkie. Liczba kresek na płaszczu i barkówkach zmienna. Dostrzec można wyraźną brudnobiałą brew, ciemny pasek oczny i pasek policzkowy. Występuje jasna obrączka oczna, obszar pod okiem i na pokrywach usznych jasny. Spód ciała brudnobiały, pierś kreskowana. Osobniki młodociane wyróżniają się cieplejszym, bardziej brązowym kolorem tła na grzbiecie oraz obfitszym kreskowaniem.

## Zasięg występowania
Świergotki kanaryjskie występują na Wyspach Kanaryjskich, w archipelagu Madera (wyspy Madera, Ilhas Desertas i Porto Santo, istnieją także doniesienia z Baixo) oraz na Wyspach Selvagens. Są to jedyne świergotki na Wyspach Kanaryjskich i Maderze oraz jedyne ptaki lądowe gnieżdżące się na Wyspach Selvagens.

## Ekologia i zachowanie

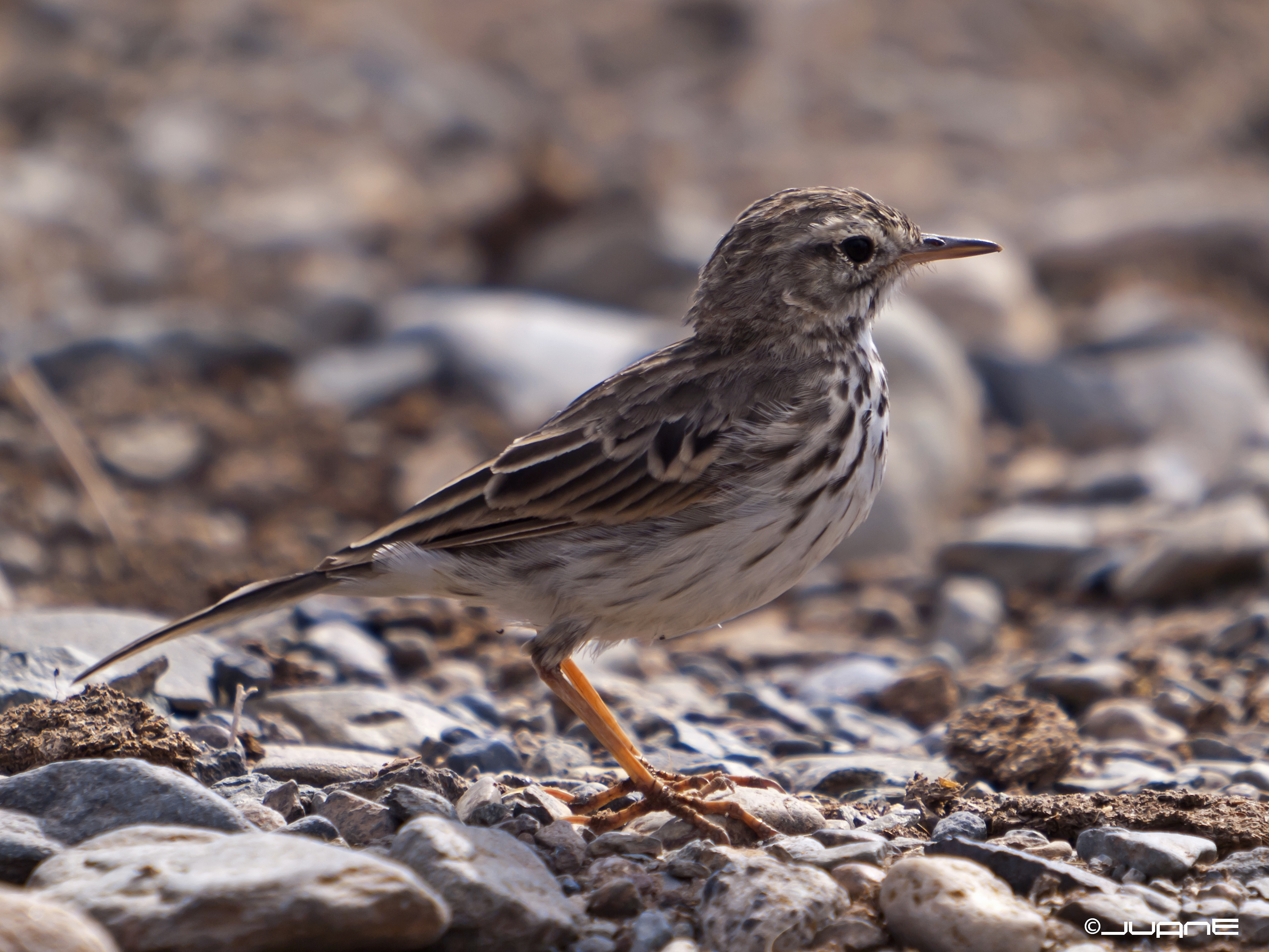

Świergotki kanaryjskie zamieszkują suche równiny, piaszczyste obszary porośnięte niską roślinnością oraz górskie zbocza. W swym zasięgu nie występują jedynie w gęstych lasach oraz wilgotniejszych częściach wyspy. Odnotowywane były od poziomu morza do wysokości ponad 2000 m n.p.m. Żywią się głównie bezkręgowcami, takimi jak prostoskrzydłe i gąsienice motyli, oraz nasionami. Głos podobny do głosu pliszki żółtej (Motacilla flava). Pieśń, wykonywana podczas falistego lotu tokowego, złożona jest z sylab przywodzących na myśl głos świergotka łąkowego (A. pratensis), brzmiących jak tszilp...tszilp...tszilp; ptak powtarza je 4–7 razy, niekiedy szybciej i z wibrującym albo terkoczącym brzmieniem. Poruszają się biegiem, co jakiś czas gwałtownie zatrzymując się. W razie zagrożenia chętniej odbiega, niż odfruwa.

### Lęgi

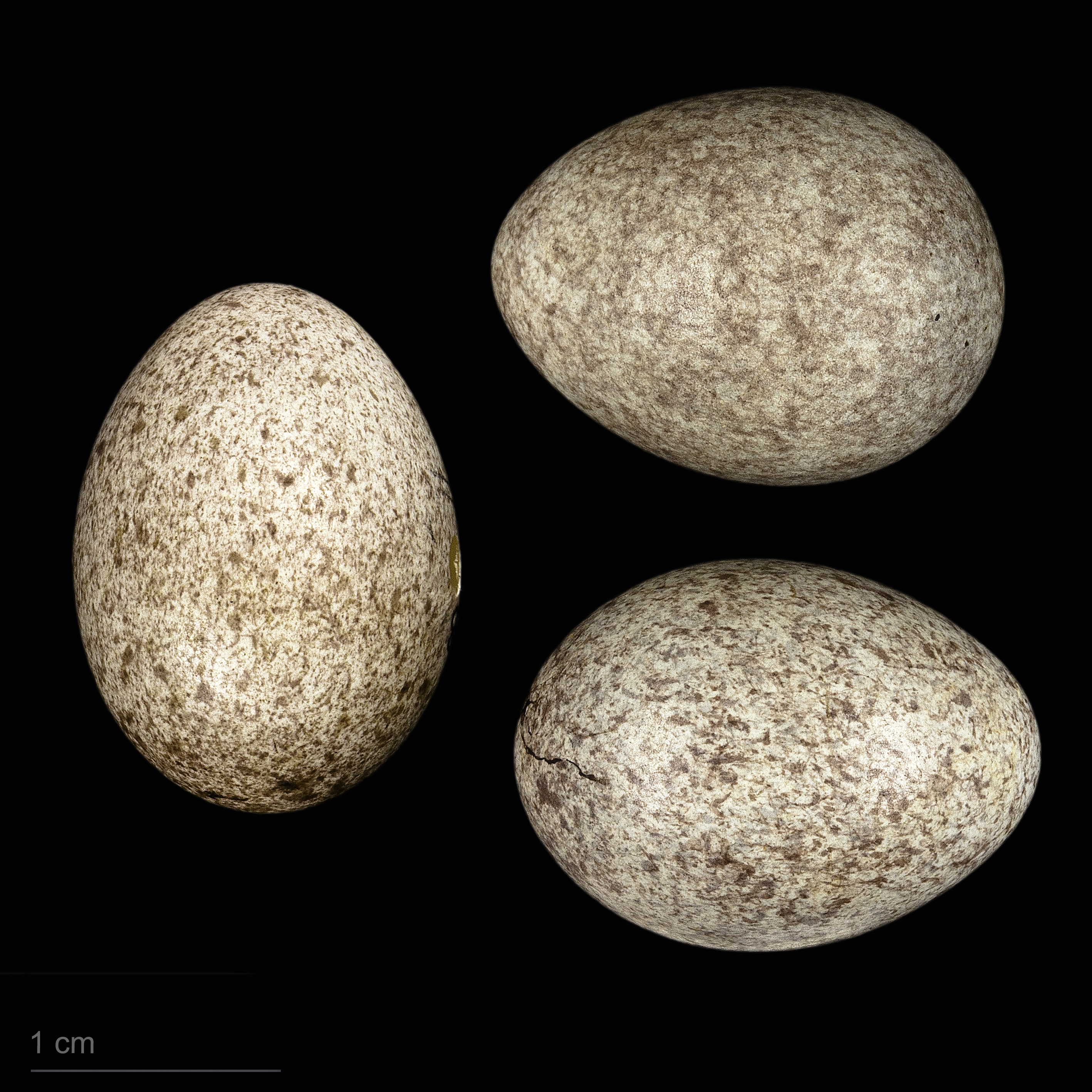
Jaja z kolekcji muzealnej

Okres lęgowy trwa od stycznia do sierpnia, zaczyna się później na wyższych wysokościach. Prawdopodobnie świergotki kanaryjskie wyprowadzają 2 lęgi w jednym sezonie. Gniazdo umieszczone jest na ziemi, ma formę kubeczka zbudowanego z łodyg roślin, wyściełanego sierścią i pierzem. W jednym z badań (przeprowadzanych na Teneryfie) zniesienie liczyło 2–4 jaja. Główną przyczyną niepowodzeń w lęgach były złe warunki pogodowe (intensywne opady).

## Status
IUCN uznaje świergotka kanaryjskiego za gatunek najmniejszej troski (LC, Least Concern) nieprzerwanie od 1988 (stan w 2022). W 2015 BirdLife International szacowała liczebność populacji na 30–150 tysięcy par lęgowych. Ze względu na brak dowodów na spadki liczebności bądź istotne zagrożenia dla gatunku organizacja ta uznaje trend liczebności populacji za prawdopodobnie stabilny.